# Riadh Tarsim
Riadh Tarsim, né le 2 octobre 1973 à Zarzis en Tunisie, est un coureur cycliste handisport français, en catégorie H3 (Handbike paraplégique sans mobilité volontaire du tronc).

## Biographie
Riadh Tarsim est victime d'un grave accident de ski. Valide, il pratiquait le judo et la boxe et se tourne vers le basket-ball en fauteuil roulant dans le club de Corbeil. Il se tourne aussi vers le cyclisme poussé par son ami David Franek.
Riadh Tarsim est dirigeant d'une société de location d'engin de levage et de manutention basée à Valenton (Val-de-Marne),,

## Parcours sportif
En 2018, il monte sur son premier podium mondial en 2018 dans l'épreuve de la course en ligne où il ne sera devancé que par l'Italien Paolo Cecchetto sur la ligne d'arrivée.
En 2021, il remporte la médaille lors d'une manche de la coupe du Monde à Ostende, puis décroche le titre mondial UCI dans la course en ligne en devançant au sprint le grand favori et double Champion du Monde sortant l’Allemand Vico Merklein.
Pour sa première participation aux jeux paralympiques de Tokyo, il finit en individuel loin des meilleurs avec une 10e place au contre-la-montre et une 7e place dans la course en ligne. Pour la dernière épreuve, il participe au relais handbike avec les déjà double-médaillés Florian Jouanny (H2) et Loïc Vergnaud (H5) et l'équipe décroche une médaille d'argent au finish face aux Américains.
Les chiffres relevés de Riadh Tarsim montrent que les performances d'un sportif handbike sont assez proches de celles d’un cycliste amateur.

## Palmarès handisport

### Jeux paralympiques
- Jeux paralympiques d'été de 2021 (cyclisme sur route) à Tokyo,  Japon
  -  Médaille d'argent de la course en ligne relais par équipes - H1-5

### Championnats du monde
- Championnats du monde de paracyclisme sur route 2018 à Maniago,  Italie
  -  Médaille d'argent de la course en ligne en catégorie H3
- Championnats du monde de paracyclisme sur route 2021 à Cascais,  Portugal
  -  Médaille d'or de la course en ligne en catégorie H3
- Championnats du monde de paracyclisme sur route 2022 à Baie-Comeau,  Canada
  -  Médaille d'or de la course en ligne en catégorie H3

## Décorations
- Chevalier de l'ordre national du Mérite le 8 septembre 2021[8]